# Baldéric de Montfauçon
Baldéric de Montfaucon, né Baldéric de Cologne prince des Francs rhénans en 568 et mort 12 octobre 633 à Reims, est un abbé qui vécut dans l'Est de la France. Il est le fils de Sigebert le Boiteux de Cologne (impossible puisque Sigisberth I le boîteux est mort en 507, Baldérich serait décédé minimalement à 126 ans ! Le père de Baldérich est donc le roi Sigisberth, époux de Brunehildis), et ainsi le frère de Clodéric et jumeau de Sainte Beuve (Boba).
Il est considéré comme saint par l'Église catholique, sous les noms de saint Baudry, Beaufroi (moins communément Baldric, Walfroy, Baldéric ou Baltfrid).

## Histoire

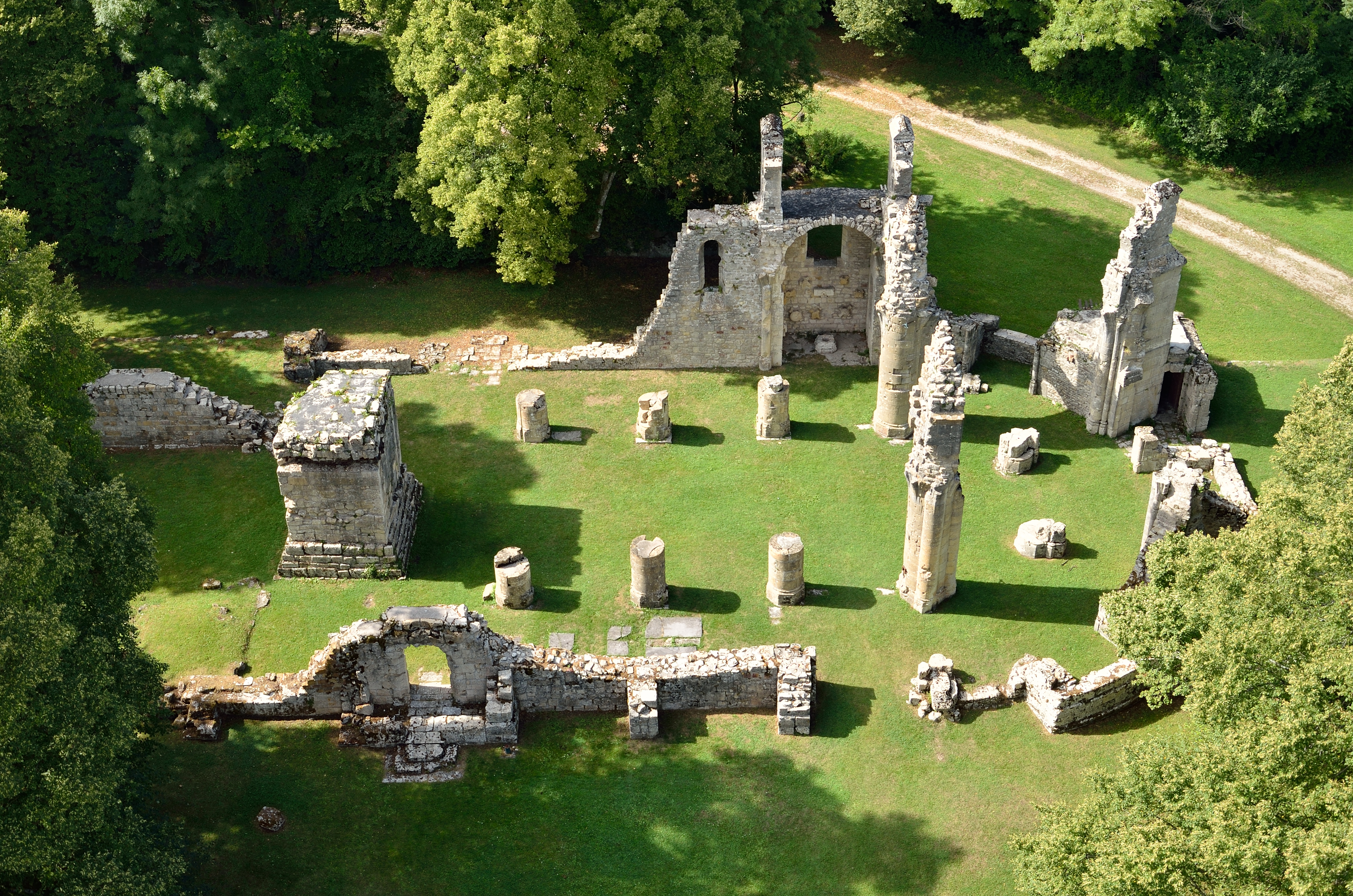
Les ruines de l'abbaye Saint-Germain à Montfaucon.

Originaire de Mesmont en Côte-d'Or, Baudry serait le fils du roi des Francs de Cologne Sigebert le Boiteux (?-507).
À la suite de déboires conjugaux, Baudry adopte une vie d'ermite et évangélise les campagnes.
Il appuie alors sa sœur jumelle sainte Beuve qui entame sa carrière religieuse à l'abbaye Saint-Pierre-les-Dames à Reims qui est le premier monastère bénédictin féminin fondé par sainte Clotilde et saint Rémi, au début du VIe siècle. Ce monastère étant hors les murs, celui-ci fait construire une maison intra-muros pour mettre les nones à l'abri des agressions.
Avant de s'établir à Montfaucon, dans le diocèse de Verdun, où aspirant à plus de solitude il fut désireux de se retirer pour vivre en ermite.
Le lieu de sa retraite lui fut montré par un faucon qui, se tenant en amont au dessus de lui, se posa trois jours consécutifs en haut d'une colline dominant le plateau. Interprétant le comportement de l'oiseau comme un message divin, il défricha un flanc de la colline, à proximité d'une fontaine, afin de construire un abri en bois et un oratoire dédié à Saint-Pierre. Le faucon serait revenu après trois jours pour marquer le lieu où bâtir l'autel. Selon la légende, le faucon le protégeait en l'alarmant à l'approche de visiteurs indésirables. Sa renommée dépassant rapidement les limites de son ermitage, il eut bientôt des disciples qu'il rassembla dans une communauté monastique sous la règle de Saint-Benoît, à l'origine du premier monastère en 620 d'Argonne Monfaucon (qui disparut au début du IXe siècle). Ainsi lui fût attribué le nom de "Baldéric (Baudry) de Montfaucon".
Il devint le père spirituel de saint Wandrille, lorsque celui-ci y débuta sa vie monastique.
Âgé, il se retire à Étalante dans le Châtillonnais où il a laissé son nom à un lieu-dit et une rue. Il meurt vers 630 à Reims lors d'une visite à sa sœur. Son corps est d'abord enseveli au monastère Saint-Pierre, puis transporté à Montfaucon et déposé dans l'église Saint-Laurent où Baudry s'est préparé un tombeau de son vivant.

## Culte
L'église paroissiale d'Étalante en abrite une relique et deux statues qui étaient autrefois menées en procession jusqu'à la Douix, où on les trempait pour faire venir la pluie. D'autres reliques ont également été déposées dans l'ancienne abbaye Notre-Dame d'Oigny et dans les églises de Beurizot et Salives. Fêté le 15 octobre, la légende locale en fait un gardien de porcs né à Mesmont.
Il est considéré comme le saint patron des fauconniers depuis 2016.
Il est également vénéré dans le diocèse de Bourges où il est fêté le 22 juillet.